# The United States of America
《The United States of America》는 1968년 컬럼비아 레코드를 통해 발매한 미국의 록 밴드 유나이티드 스테이츠 오브 아메리카의 유일한 정규 음반이다. 데이비드 루빈슨이 프로듀싱하였으며, 록과 사이키델릭 음악을 당시는 생소하던 전자 악기와 보다 실험적인 구조, 그리고 반체제와 좌익적인 가사와 결합했다.
《The United States of America》는 처음 발매될 당시에는 큰 주목을 받지 못한 채 빌보드 음반 차트 181위에 오르는데 그쳤고, 밴드는 음반 발매 직후 관계 분쟁 속에서 해체됐다. 이후 음반은 여러 번 재발매되며 이후의 록 음악에서 보편화된 형식과 기술에 대한 선구적인 접근으로 평론가들의 찬사를 받고 있다.

## 배경

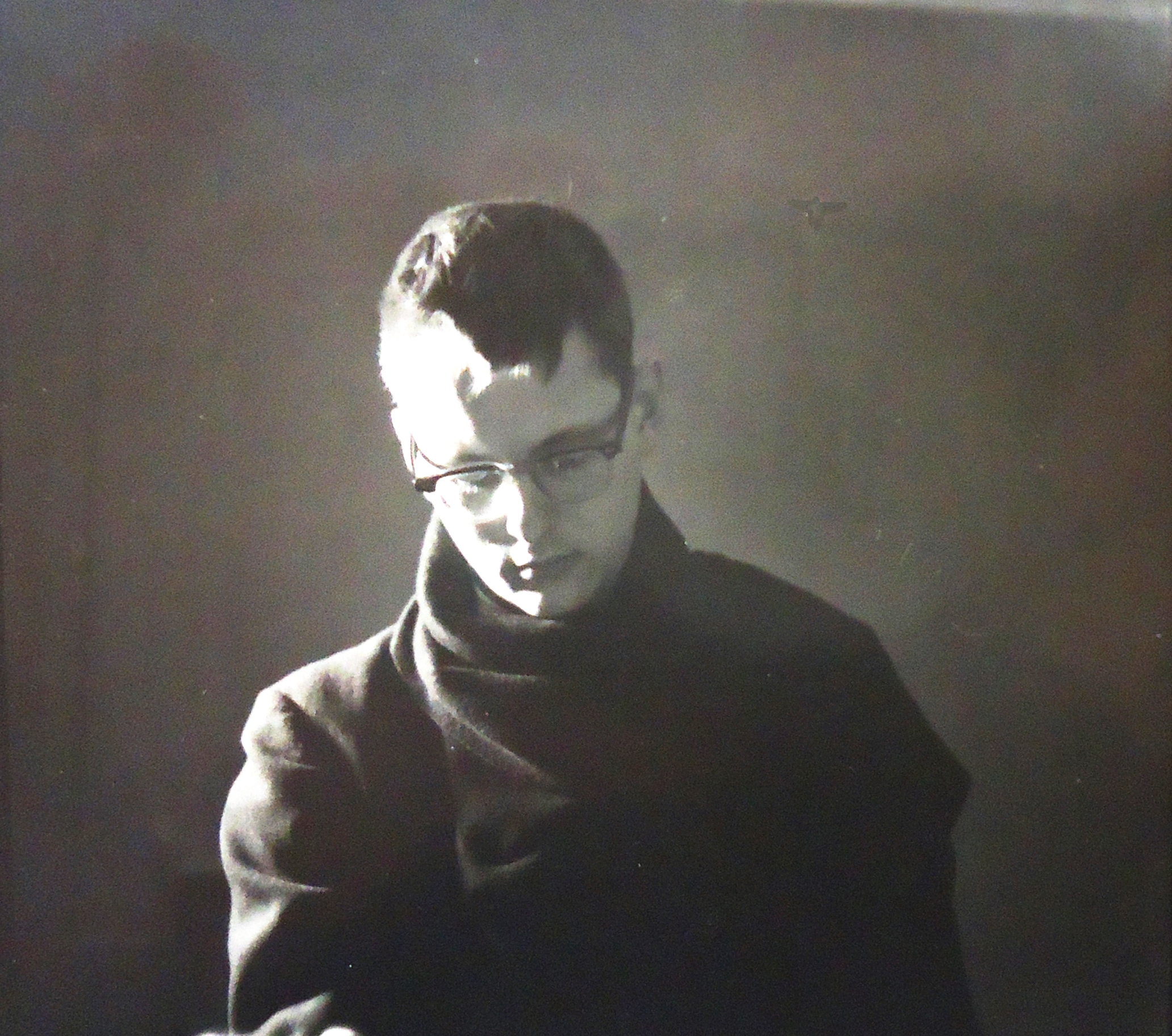
1961년 조지프 버드

조지프 버드와 도러시 모스코위츠는 1963년 뉴욕에서 처음 만났다. 당시 버드는 작곡가 버질 톰슨의 조수로 일하고 있었고, 나중에는 편곡가이자 프로듀서로 일했다. 모스코위츠는 바너드 칼리지의 음악대생으로 작곡가 오토 뤼닝에게 음악을 배우고 있었다. 두 사람은 "깊은 음악적, 개인적 관계"를 맺기 시작하였고, 버드가 캘리포니아 대학교 로스앤젤레스(UCLA)에서 조교직을 제안받으며 그해 말 로스앤젤레스로 이사했다. UCLA에 있는 동안 버드는 모스코위츠, 재즈 음악가 돈 엘리스 등과 함께 전위 예술 집단인 뉴 뮤직 워크숍(영어: New Music Workshop)을 결성했다. 버드는 1966년 UCLA를 떠나 예술, 음악을 제작하고 해프닝을 조직하는 데 전념했다. 비슷한 시기 버드와스코비츠는 가야트리 라자푸르와 하리하르 라오와 함께 포크웨이 레코드에서 발매된 인도 전통 음악 음반 《Vocal And Instrumental Ragas From South India》에도 참여했다.
1967년 초 버드는 로스앤젤레스 프리 프레스의 창립자이자 편집자였던 아트 컨킨에게 접근해 아나키스트 작곡가인 마이클 아그넬로가 오르간을 연주하는 밴드를 결성하기 위한 자금을 요청했다. 이 무렵 버드와 모스코위츠는 헤어졌고, 모스코위츠는 뉴욕으로 돌아갔지만 버드의 제안을 받아들여 다시 로스앤젤레스로 돌아와 밴드의 리드 싱어로 활동했다. 밴드의 다른 멤버들도 모두 아방가르드 음악이나 민족음악학에 뜻이 있었다. 유나이티드 스테이츠 오브 아메리카라는 밴드의 이름은 정부에 대한 경멸을 표현하는 방법으로 미국의 공식 명칭을 사용해 도발적으로 보이려는 의도였으며, 모스코위츠는 후에 이를 "깃발을 거꾸로 매다는 것과 같다"라고 회고했다.

## 작업
《The United States of America》는 데이비드 루빈슨이 프로듀싱을 맡았으며, 루빈슨은 밴드를 컬럼비아 레코드와 계약하게 했다. 루빈슨은 이전부터 버드와 모스코위츠를 알고 있었다. 음반에서 전자 음악적인 사운드를 만드려는 시도는 기술적인 한계 때문에 어려웠다. 버드는 "유일하게 키를 지정할 수 있었던 신디사이저는 2만 달러가 넘는 로버트 무그였다. 우리는 세 개의 가변 파형 생성기에 짜낼 수 있는 모든 소리를 갖고 변조했다"라고 이야기했다. 발진기는 리처드 듀렛이 밴드를 위해 제작을 했다. 전자 장치는 라이브와 음반에서 다른 악기와 모스코위츠의 목소리를 처리하는 데 사용됐다. 예를 들어, 〈The American Metaphysical Circus〉의 끝부분에서 모스코위츠의 목소리는 거의 알아들을 수 없을 정도로 왜곡되어 있다.

## 발매

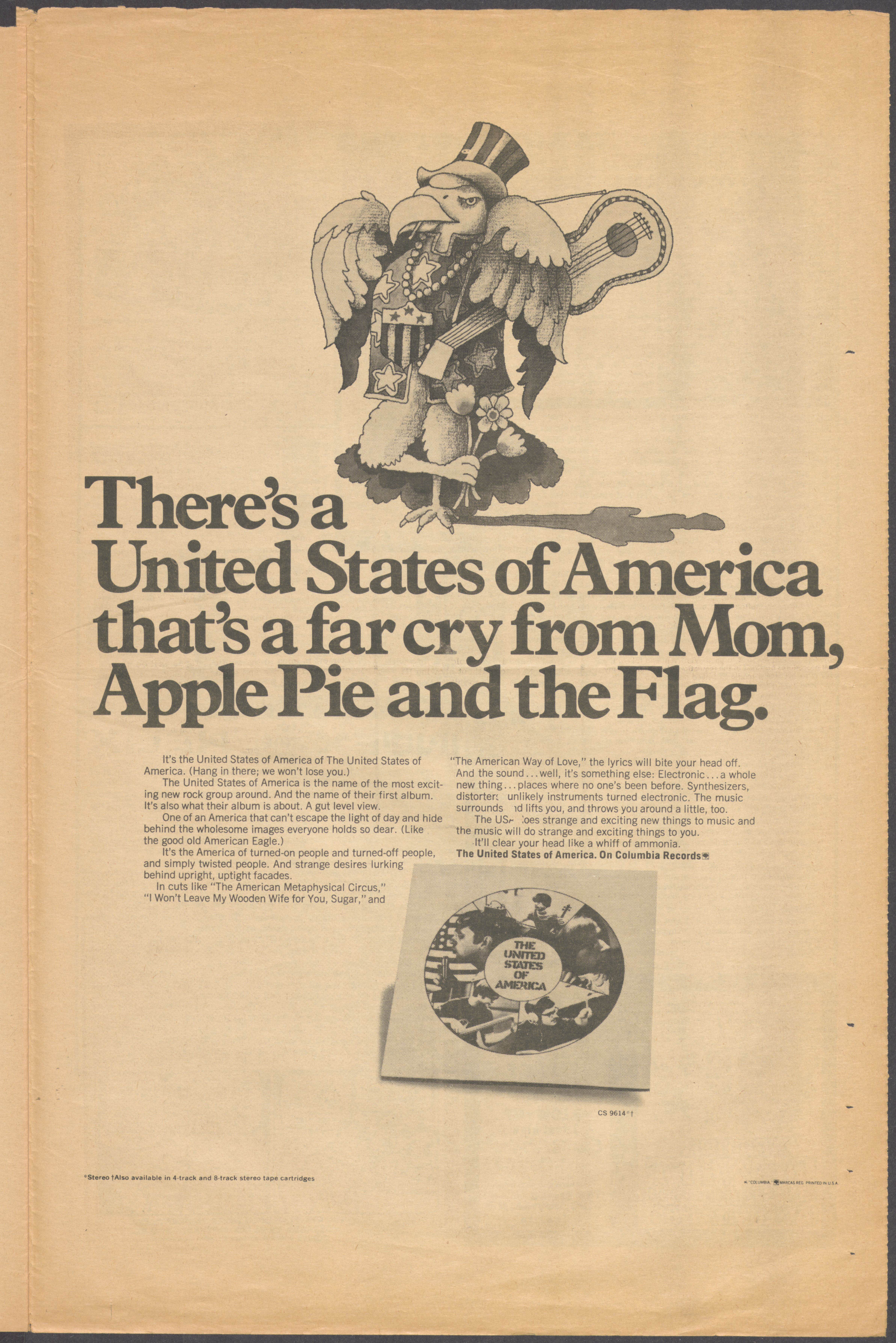
1968년 5월 헬릭스에 실린 음반의 광고

《The United States of Ameria》는 1968년 컬럼비아 레코드에서 발매됐다. 음반은 미국 빌보드 음반 차트에서 9주 동안 머물렀으며, 1968년 5월 최고 순위인 181위에 도달했다. 영국에서는 차트 진입에 실패했다. 밴드의 방향에 대한 버드와 나머지 밴드 멤버들끼리의 논쟁으로 밴드는 음반 발매 몇 달 후 해체됐다. 모스코위츠는 더 나아가 밴드의 타협 의지와 컬럼비아 레코드의 요구에서 빚어진 갈등을 언급했다.
1968년 CBS 레코드는 최초의 저예산 샘플러 음반인 《The Rock Machine Turns You On》을 여러 유럽 국가에서 발매했는데, 음반의 네 번째 노래에 〈I Won't Leave My Wooden Wife for You, Sugar〉이 수록됐다. 음반은 14만여 장이 판매됐고 영국에서 밴드의 인지도를 높이는 데 도움이 됐다.
《The United States of Ameria》는 1992년 컬럼비아 레코드에서 두 곡의 보너스 트랙과 함께 콤팩트 디스크로 재발매됐다. 1997년에는 에드셀 레코드를 통해 영국에서도 재발매됐다. 2004년 6월 29일, 선데이즈드 뮤직은 원래 영국과 유럽용 음반에 사용된 표지와 다른 새 음반 표지의 LP와 10곡의 보너스 트랙이 포함된 CD와 음반을 재발매했다. 조지프 버드는 음반의 선데이즈 재발매에 대한 자신의 의견이 거의 없었다고 주장하며 "노트를 쓰는 것에 관심이 있었고, 그게 내 목소리를 낼 수 있는 기회라고 생각했다. 도러시와 루빈슨 모두 많은 인터뷰에서 나를 불쾌한 방식으로 언급했다(나는 그들의 쿠데타를 정당화하기 위해 그런다고 생각한다). 나는 300달러를 요청했고 그것을 받았다. 나는 다른 곳에서 선데이즈드가 빌 그레이엄에 관한 것을 포함해 논란의 여지가 있다고 생각되는 모든 언급을 제거했다고 말했다"라고 이야기했다.

## 트랙 리스트
전체 작사·작곡: 표시된 곳 제외 조지프 버드와 도러시 모스코위츠
| #  | 제목                                            | 작사·작곡  | 재생 시간 |
| -- | ----------------------------------------------- | ---------- | --------- |
| 1. | 〈The American Metaphysical Circus〉            | 버드       | 4:56      |
| 2. | 〈Hard Coming Love〉                            |            | 4:41      |
| 3. | 〈Cloud Song〉                                  | A. A. 밀른 | 3:18      |
| 4. | 〈The Garden of Earthly Delights〉              |            | 2:39      |
| 5. | 〈I Won't Leave My Wooden Wife for You, Sugar〉 |            | 3:51      |

| #   | 제목 | 작사·작곡                          | 재생 시간 |
| --- | --- | ---------------------------------- | --------- |
| 6.  | 〈Where Is Yesterday〉 | 고든 마론, 에드 보가스, 모스코위츠 | 3:08      |
| 7.  | 〈Coming Down〉 |                                    | 2:37      |
| 8.  | 〈Love Song for the Dead Ché〉 | 버드                               | 3:25      |
| 9.  | 〈Stranded in Time〉 | 마론, 보가스                       | 1:49      |
| 10. | 〈The American Way of Love" - I. "Metaphor for an Older Man" (버드) - II. "California Good-Time Music" (버드) - III. "Love Is All" (버드, 모스코위츠, 랜드 포브스, 크레이드 우드슨, 마론)〉 |                                    | 6:38      |

| #   | 제목                 | 작사·작곡  | 재생 시간 |
| --- | -------------------- | ---------- | --------- |
| 11. | 〈Osamu's Birthday〉 | 버드       | 2:59      |
| 12. | 〈No Love to Give〉  | 모스코위츠 | 2:36      |

| #   | 제목                                            | 작사·작곡       | 재생 시간 |
| --- | ----------------------------------------------- | --------------- | --------- |
| 11. | 〈Osamu's Birthday〉                            | 버드            | 2:59      |
| 12. | 〈No Love to Give〉                             | 모스코위츠      | 2:36      |
| 13. | 〈I Won't Leave My Wooden Wife for You, Sugar〉 |                 | 3:45      |
| 14. | 〈You Can Never Come Down〉                     | 버드            | 2:32      |
| 15. | 〈Perry Pier〉                                  | 모스코위츠      | 2:37      |
| 16. | 〈Tailor Man〉                                  | 모스코위츠      | 3:06      |
| 17. | 〈Do You Follow Me〉                            | 케네스 에드워즈 | 2:34      |
| 18. | 〈The American Metaphysical Circus〉            | 버드            | 4:01      |
| 19. | 〈Mouse (The Garden of Earthly Delights)〉      |                 | 2:39      |
| 20. | 〈Heresy (Coming Down)〉                        |                 | 2:32      |

## 참여진
유나이티드 스테이츠 오브 아메리카
- 조지프 버드 – 전자 음악, 전기 하프시코드, 오르간, 칼리오페, 피아노, 보컬
- 도러시 모스코위츠 – 리드 보컬
- 고든 마론 – 전기 바이올린, 링 모듈레이터, 보컬 ("Where Is Yesterday", "Stranded in Time")
- 랜드 포브스 – 프렛리스 베이스 기타
- 크레이그 우드슨 – 전기 드럼, 퍼커션

기타 음악가
- 에드 보가스 – 오르간, 피아노, 칼리오페
- 돈 엘리스 – 트럼펫 ) "I Won't Leave My Wooden Wife for You, Sugar")[7]

2004년 재발매
1번부터 12번 곡은 초판 및 1992년 재반과 동일하다. 13번에서 20번의 크레딧은 아래와 같다.
- 도러시 모스코위츠 – 리드 보컬
- 조지프 버드 – 전자 음악, 전기 하프시코드, 오르간, 칼리오페, 피아노, 보컬 ("I Won't Leave My Wooden Wife for You, Sugar", "You Can Never Come Down", "The American Metaphysical Circus", "Mouse (The Garden of Earthly Delights)", "Heresy (Coming Down)")
- 고든 마론 – 전기 바이올린, 링 모듈레이터 ("I Won't Leave My Wooden Wife for You, Sugar" & "You Can Never Come Down")
- 랜드 포브스 – 프렛리스 베이스 기타 ("I Won't Leave My Wooden Wife for You, Sugar" & "You Can Never Come Down")
- 크레이그 우드슨 – 전기 드럼, 퍼커션 ("I Won't Leave My Wooden Wife for You, Sugar", "You Can Never Come Down")
- 제프 마리넬 - 기타 ("Perry Pier", "Tailor Man", "Do You Follow Me")
- 리처드 그레이슨 - 키보드 ("Perry Pier", "Tailor Man", "Do You Follow Me")
- 카미 사이먼 - 베이스 기타 ("Perry Pier", "Tailor Man", "Do You Follow Me")
- 데니스 우즈 - 드럼 ("Perry Pier", "Tailor Man", "Do You Follow Me")
- 마이크 아그넬로 - 오르간 ("The American Metaphysical Circus", "Mouse (The Garden of Earthly Delights)", "Heresy (Coming Down)")
- 스튜 브라더 - 베이스 기타 ("The American Metaphysical Circus", "Mouse (The Garden of Earthly Delights)", "Heresy (Coming Down)")

기술
- 글렌 콜로트킨 – 리믹싱
- 아서 켄디 – 리믹싱
- 리처드 듀렛 – 악기 디자인 엔지니어링
- 데이비드 딜러 – 엔지니어링
- 데이비드 루빈슨 – 프로듀싱